# ヘルマン・ヘッセ
ヘルマン・カール・ヘッセ（Hermann Karl Hesse, 1877年7月2日 - 1962年8月9日）は、ドイツ生まれのスイスの作家。主に詩と小説によって知られる20世紀前半のドイツ文学を代表する文学者である。
南ドイツの風物のなかで、穏やかな人間の生き方を描いた作品が多い。また、ヘッセは風景や蝶々などの水彩画もよくしたため、自身の絵を添えた詩文集も刊行している。1946年に『ガラス玉演戯』などの作品が評価され、ノーベル文学賞を受賞した。

## 生涯

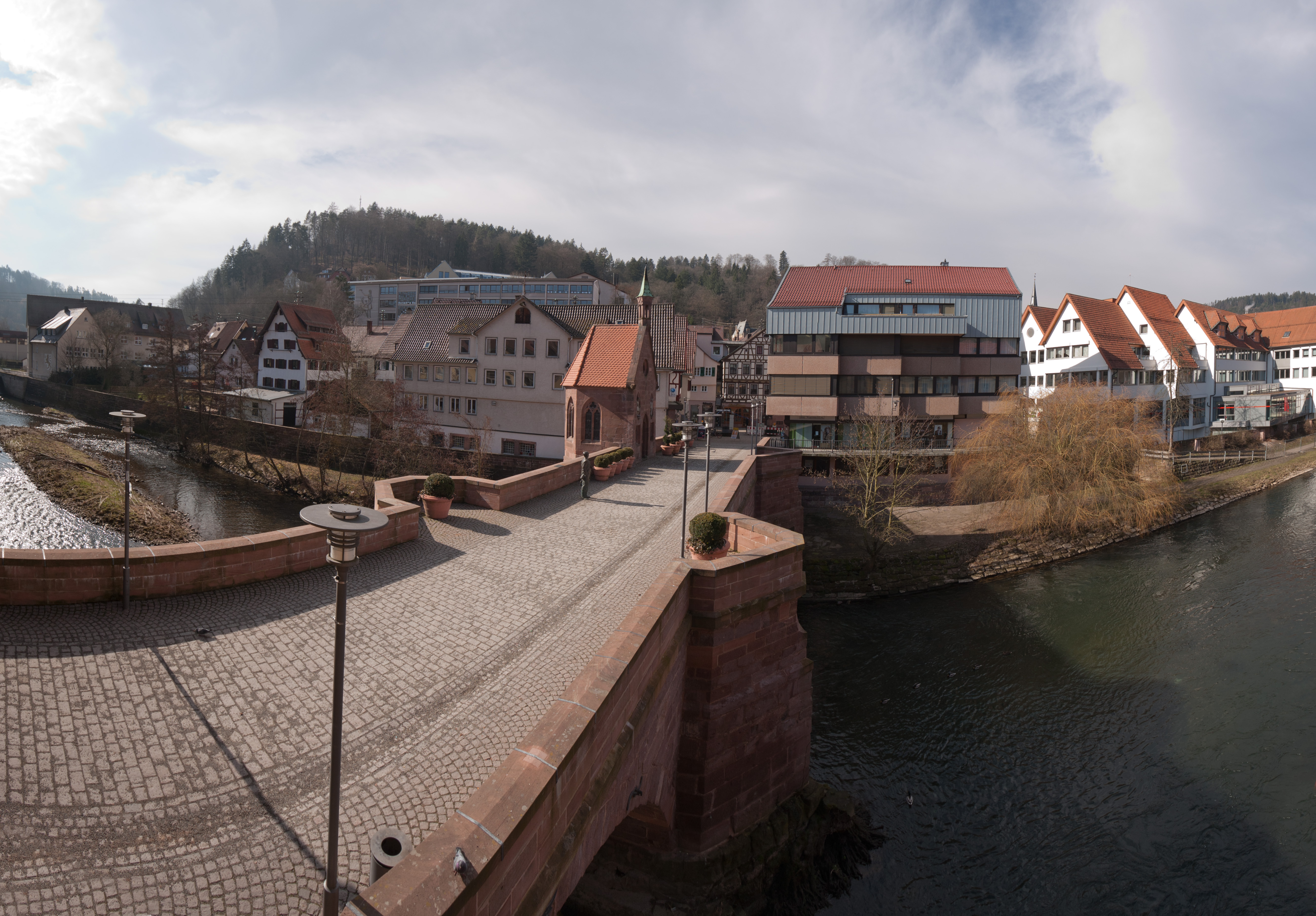
ヘッセが子供のころ好きだった橋

1877年にドイツ南部ヴュルテンベルク王国のカルフに生まれる。
ヘッセ家は、エストニアのバルト・ドイツ人の家系である。ヘッセの父親は、その名をカール・オットー・ヨハネスといい、スイス・バーゼルの宣教師であった。カールは、ヘッセの祖父カール・ヘルマン・ヘッセと祖母イェニー・ラスとの間に生まれた五男であった。そして、カールは、インド生まれのマリー・グンデルト（ドイツ系スイス人の宣教師ヘルマン・グンデルトの娘で、母方の従弟にヴィルヘルム・グンデルトがいる）との間に4人の子供をもうけた。ヘルマンは、その2人目の子供である。
1881年に両親は布教雑誌の編集のために、バーゼルの伝道館に招かれる。ヘッセは活発な子供で、4歳頃から詩を作っていた。1886年に母方の祖父のいるカルフに戻る。難関とされるヴュルテンベルク州立学校の試験に合格し、14歳のときにマウルブロンの神学校に入学するが、半年で脱走してしまう。ヘッセは、両親の知り合いの牧師から悪魔払いを受けるが、効果はなかった。その後、ヘッセは、自殺未遂を図ったため、シュテッテン神経科病院に入院する。退院後に、ヘッセは、カンシュタットのギムナジウムに入学するが、その学校も退学してしまう。それから、本屋の見習い店員となるが、3日で脱走する。当時の経験は、『車輪の下』の原体験となっていると言われる。
その後、さまざまな職に就きながら作品を執筆し、1895年からはテュービンゲンのヘッケンハウアー書店の店員として働く。これはヘッセが作家として成功を収めてから有名になり、店にはヘッセの作品のコーナーが作られた。1896年にウィーンの雑誌に投稿した「マドンナ」という詩が掲載された。1899年に最初の詩集『ロマン的な歌』を自費出版。1904年、27歳のときに、ヘッセは、マリア・ベルニリという女性と結婚し、次男のハイナー・ヘルマンを含む3人の子供をもうける。この頃のヘッセの作品は、ノスタルジックな雰囲気の漂う牧歌的な作品が多い。これらの作品が描く世界は、ある意味では、一つの価値観に基づいた予定調和の世界となっている。
1904年からボーデン湖畔のガイエンホーフェンに住み、1912年からはスイスのベルンに移った。第一次大戦中にはドイツの捕虜救援機関やベルンにあるドイツ人捕虜救援局（Pro Captivis）で働いた。
1919年の『デミアン』執筆前後から作風は一変する。この頃、第一次大戦の影響などもあり、ヘッセは深い精神的危機を経験する。ティチーノ州のモンタニョーラという小さな村に落ち着き、カール・グスタフ・ユングの弟子たちの助けを借りながら、精神の回復を遂げる。そのなかで、ヘッセの深い精神世界を描いた作品が、『デミアン』である。それ以降の作品には、現代文明への強烈な批判と洞察、精神的な問題点などが多く描かれており、ヘッセをドイツ文学を代表する作家に押し上げた。
1924年、ヘッセは、ルート・ヴェンガーという女性と結婚したが、3年後に離婚した。同年スイスに帰化した。また、1931年には、アシュケナジム・ユダヤ人のニノン・ドルビン（旧姓アウスレンダー）という女性と結婚する。なお、ヘッセとニノンは、長年の間、文通をしていたそうである。

避暑地ジルス・マリアでヘッセの滞在していたホテル

平和主義を唱えていたヘッセの作品は、ナチス政権から「時代に好ましくない」というレッテルを貼られて、ドイツ国内で紙の割り当てを禁止された。
1946年、ヘッセは、ノーベル文学賞とゲーテ賞を受賞する。翌47年には生まれ故郷のカルフ市の名誉市民となる。同年、アンドレ・ジッドの訪問を受ける。1962年、ヘッセは43年間を過ごしたモンタニョーラの自宅で死去し、サン・アッボンディオ教会に葬られる。85歳没。自分が生まれたカルフと2番目の妻と暮らしたボーデン湖畔のガイエンホーフェン、そして3番目の妻ニノンと長年住んだアルプス南麓の村モンタニョーラに、その業績を記念し作られたヘッセ博物館がある。

## 逸話

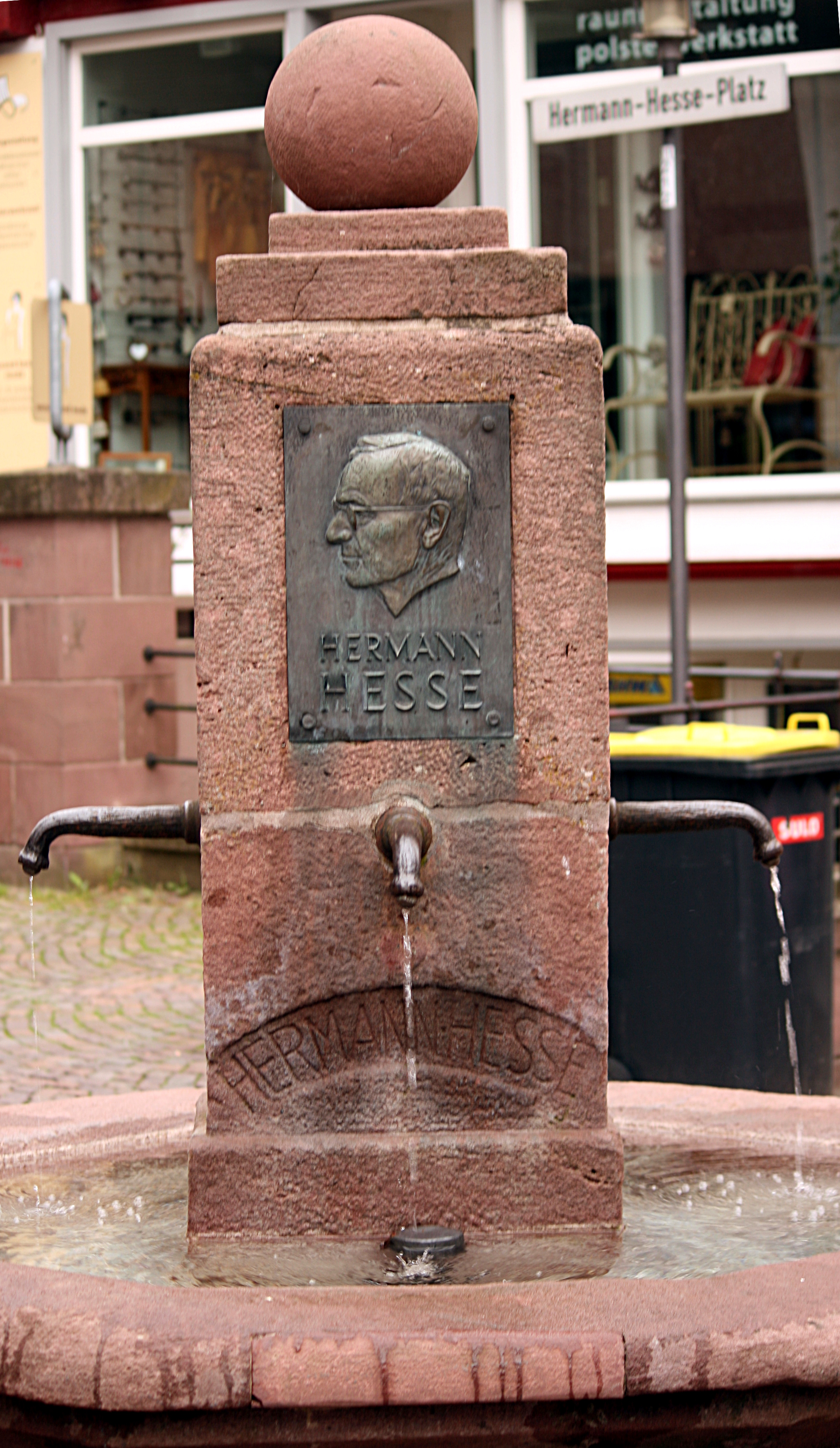
カルフの噴水にあるヘッセのレリーフ

- 「クジャクヤママユ」（1911年）を自ら改稿して地方新聞に掲載した「少年の日の思い出」（1931年）は、1947年発行の日本の国定教科書に掲載され、その後現在に至るまで70年間以上も日本の中学国語教科書のいくつかに教材として掲載され、2012年度からはすべての検定教科書に載るなど、日本での知名度が高い。2009年4月、この作品を「昆虫標本」により具現化しようと、ヘッセと同じく昆虫採集を趣味とする岡田朝雄と新部公亮の2人が人文的昆虫展示会を行った。特筆すべきは、この作品に登場する4種（ワモンキシタバ・キアゲハ・コムラサキ・クジャクヤママユ）の鱗翅目（チョウ目）を特定し、それぞれこれらの乾燥標本をドイツ・スイスから取り寄せ、物語に則して展示したことである。なお、この展示会は日光市・大阪市・徳島市・鹿児島市・下野市・軽井沢町・川口市・福山市・岩国市・高崎市・宇都宮市・豊島区など全国30都市の公立博物館・文学館・図書館等にて巡回展示され、2010 - 2013年、ドイツ・スイス両国のヘッセ博物館でも開催されることになり、日独交流150周年の記念行事の一つとして、ドイツ・日本両大使館から記念ロゴマークの使用を承認された。スイス国モンタニョーラのヘッセ博物館では、ヘルマン・ヘッセの実孫ジルバー・ヘッセも、在スイス日本国大使夫妻とともに鑑賞した。ヘッセの家 ヘッセの家

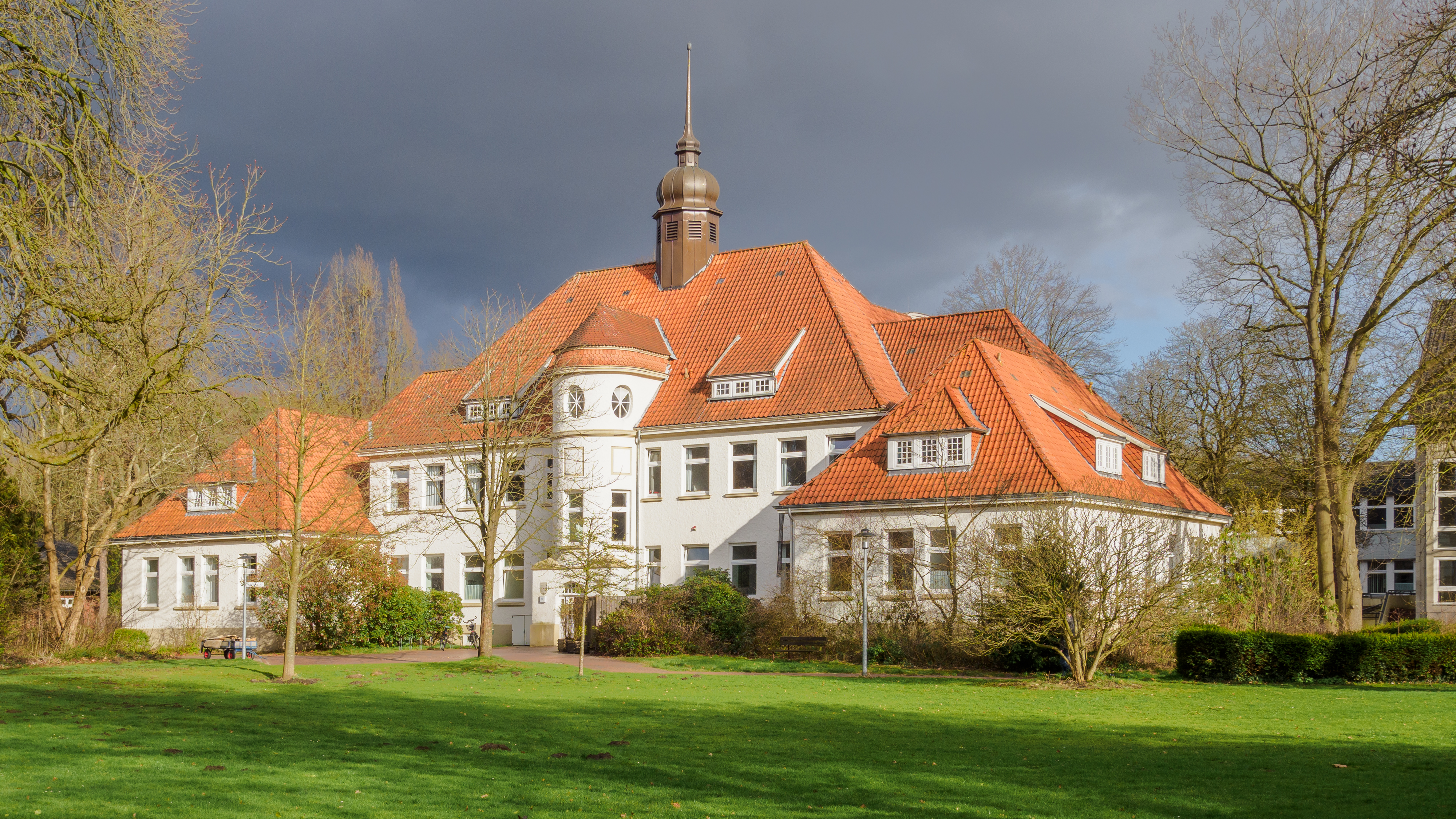
ヘッセの家

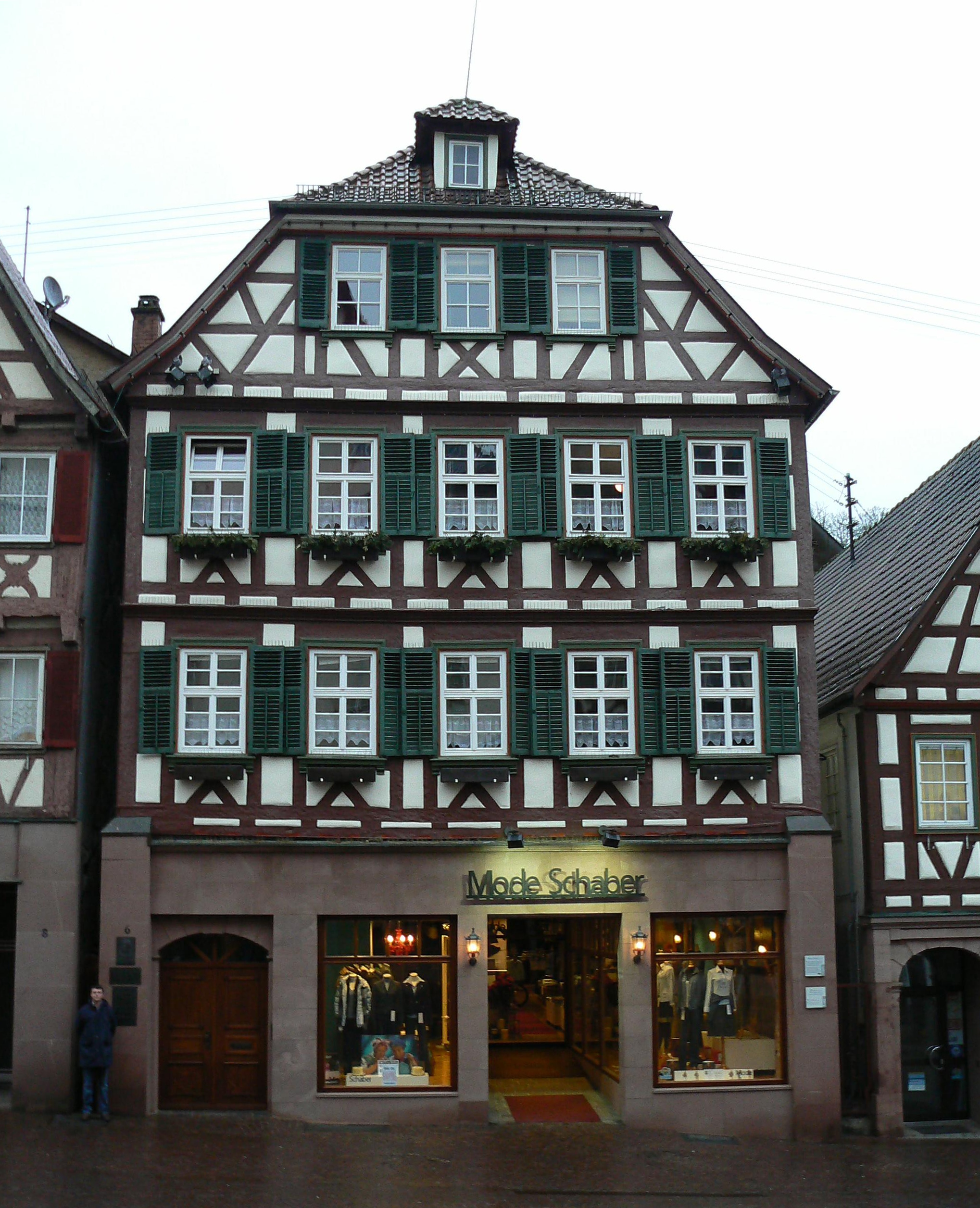
ヘッセの家

- 父であるカール・オットー・ヨハネス・ヘッセは、英語で書かれた内村鑑三の著書『代表的日本人』（英名:Representative men of Japan）を1908年に初めてドイツ語訳した人物として知られている。また、このドイツ語訳は、D.グンデルト社という出版社から刊行されたが、この出版社の代表者であったグンデルトは、ヨハネスの義兄弟にあたる。その息子であるW.グンデルトは、内村を慕って1906年に来日し、後にドイツの日本学に多大な貢献をもたらす研究者となった。[11]
- 7歳の頃、ヘッセは、父の伝手で、新島襄に会っている。
- 岡田朝雄によりフォルカー・ミヒェルス編でのヘッセの著作が訳されている（主に草思社、一部文庫再刊）

詩集

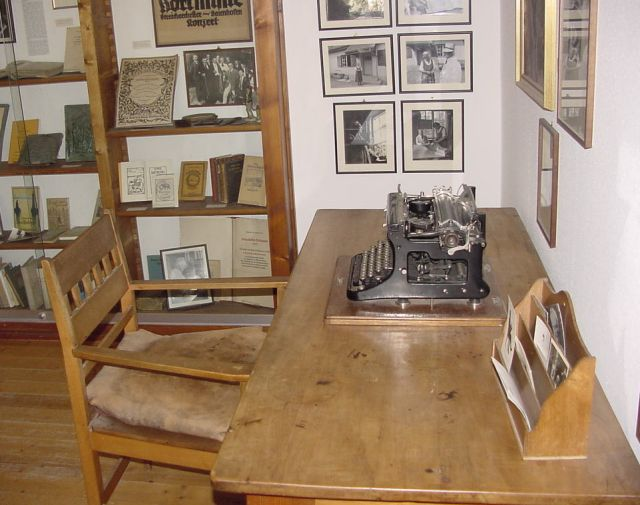
ガイエンホーフェンの博物館にて再現されたヘッセの書き物机

- ロマン的な歌(Romantische Lieder.) 1899年
- 詩集(Gedichte.) 1902年
- 途上(Unter Wegs.) 1911年
- 孤独者の音楽(Musik des Einsamen.) 1915年
- 画家の詩(Gedichte des Malers.) 1920年（絵と詩）
- 詩抄(Ausgewählte Gedichte.) 1921年
- 危機(Krisis. Ein Stück Tagebuch.) 1928年
- 夜の慰め(Trost der Nacht.) 1928年
- 四季(Jahreszeiten.) 1931年
- 生命の樹から(Vom Baum des Lebens.) 1934年
- 庭の中の時間(Stunden im Garten.) 1936年
- せむしの少年(Der lahme Knabe.) 1937年本の山　ヘッセの名前がある

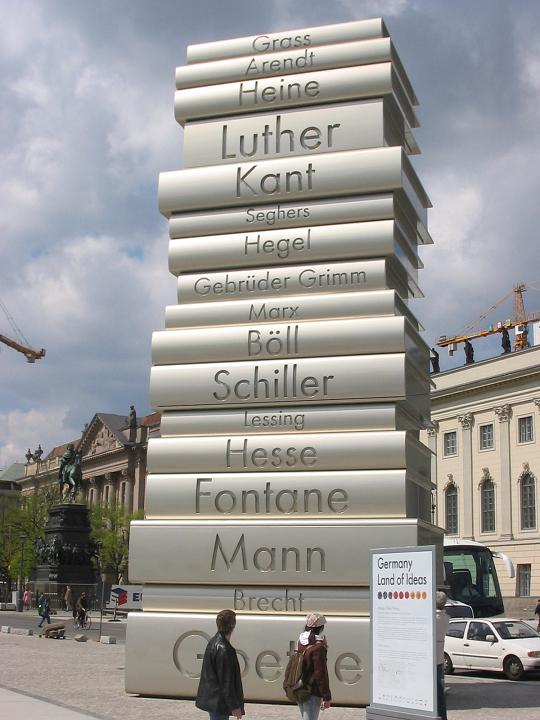
本の山　ヘッセの名前がある

- 新詩集(Neue Gedichte.) 1937年
- 詩集(Die Gedichte.) 1942年（スイス版全詩集）
- 花咲く枝(Der Blütenzweig.) 1945年
- 階段(Stufen.) 1961年
- 晩年の詩(Die späten Gedichte.) 1963年（没後刊行、未発表作品を含む）

小説
- 真夜中後の一時間(Eine Stunde hinter Mitternacht.) 1899年（短編集）
- ヘルマン・ラウシャーの遺稿の文と詩(Hinterlassene Schriften und Gedichte von Hermann Lauscher.) 1901年（1908年に『ヘルマン・ラウシャー』(Hermann Lauscher.)に改題）
- 郷愁（ペーター・カーメンチント）(Peter Camenzind) 1904年
- 車輪の下 (Unterm Rad) 1906年
- この岸(Diesseits) 1907年（短編集）
- 隣人(Nachbarn) 1908年（短編集）
- 春の嵐(Gertrud’’) 1910年
- 少年の日の思い出↓
- クジャクヤママユ Das Nachtpfauenauge 1911年
- まわり道(Umwege) 1912年（短編集）
- ロスハルデ（湖畔のアトリエ）(Rosshalde’’) 1914年
- クヌルプ（漂泊の魂）(Knulp) 1915年
- 路傍(Am Weg) 1915年（短編集）
- 青春は美わし(Schön ist die Jugend) 1916年（2短編）
- デミアン(Demian: Die Geschichte einer Jugend) 1919年（1920年から『デミアン、エーミール・シンクレールの青春の物語』(Demian: Die Geschichte von Emil Sinclairs Jugend)に改題）

- メルヒェン(Märchen) 1919年（創作童話集）シッダールタ表紙
- 小さい庭(Märchen) 1919年

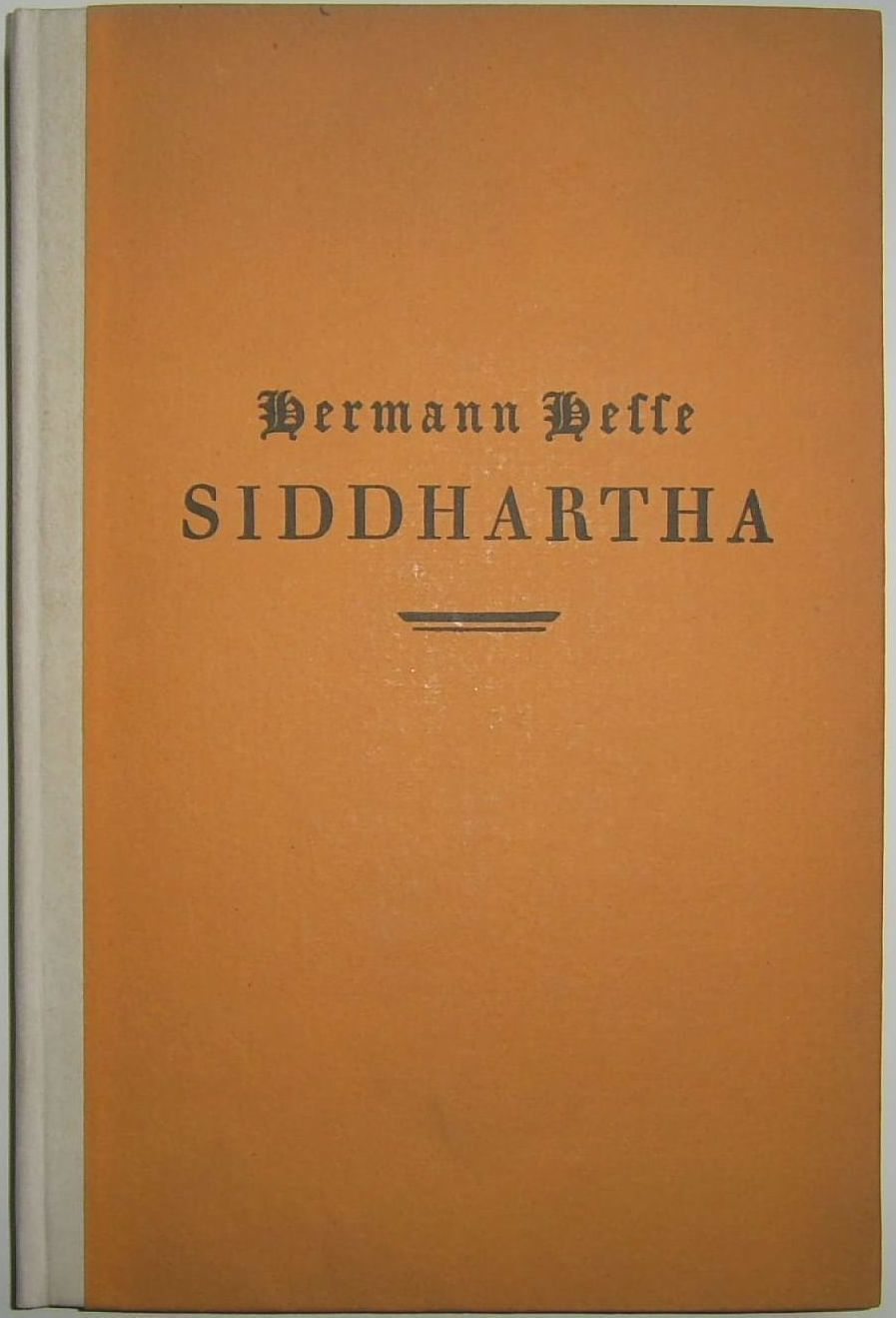
シッダールタ表紙

- クリングゾルの最後の夏(Klingsors letzter Sommer) 1920年（中短編集）
- シッダールタ(Siddhartha.) 1922年

- ピクトルの変身(Piktors Verwandlungen.) 1925年
- 荒野のおおかみ(Der Steppenwolf.) 1927年

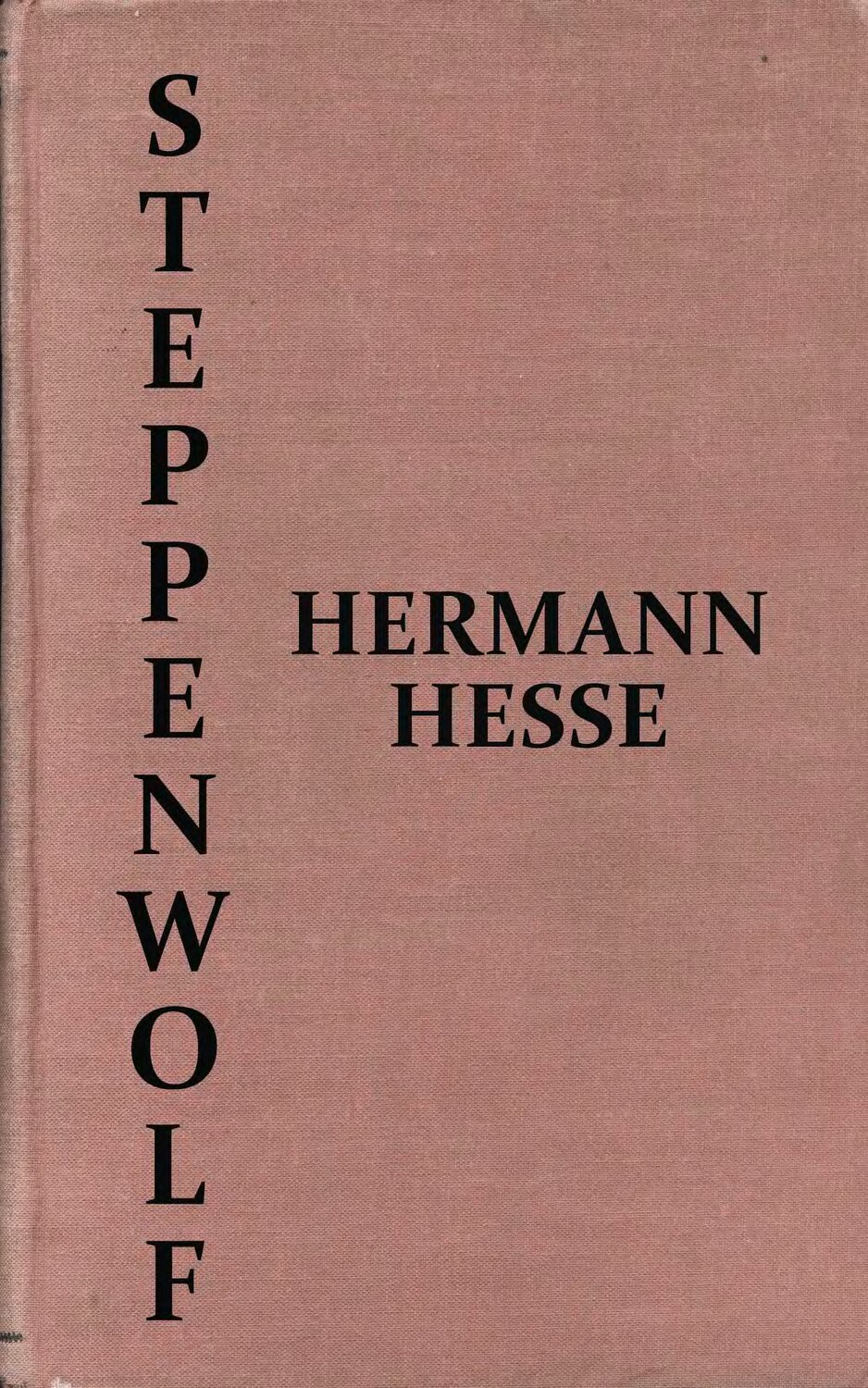
荒野の狼表紙

- ナルチスとゴルトムント（知と愛）(Narziss und Goldmund.) 1930年
- 内面への道(Weg nach Innen.) 1930年（『シッダールタ』『クリングゾルの最後の夏』収録）
- 東方巡礼(Die Morgenlandfahrt.) 1932年
- 小さい世界(Kleine Welt.) 1933年（短編集）
- 物語集(Fabulierbuch.) 1935年（短編集）
- 夢の家(Das Haus der Träume.) 1935年（未完）
- ノヴァーリス(Der Novalis.) 1940年
- ガラス玉演戯(Das Glasperlenspiel.) 1943年
- ベルトルト(Berthold.) 1945年
- 夢の跡(Traumfährte.) 1945年
- 遺稿からの散文(Prosa aus dem Nachlass.) 1965年（没後刊行）
- ヘッセ短編集(H. H. Die Erzählungen. 2 Bde.) 1973年

随筆・評論
- ボッカチオ(Boccacio.) 1904年（小伝）
- アッシジの聖フランシス(Franz von Assisi.) 1904年（小伝）
- インドから(Aus Indien.) 1913年（インド旅行の手記、散文と詩）
- ツァラトゥストラの再来。一言、ドイツ青年へ（若い人々へ）(Zarathustras Wiederkehr. Ein Wort an die deutsche Jugend von einem Deutschen.) 1919年（当初匿名で出版、1920年からヘッセ名で出版）
- 放浪(Wanderung.) 1920年（手記。文、詩、絵）
- 混沌を見る(Blick ins Chaos.) 1920年
- 湯次客(Kurgast.) 1925年
- 絵本(Bilderbuch.) 1926年
- ニュルンベルクの旅(Die Nürnberger Reise.) 1927年
- 観察(Betrachtungen.) 1928年
- 世界文学文庫（世界文学をどう読むか）(Eine Bibliothek der Weltliteratur.) 1929年
- 思い出草(Gedenkblätter.) 1937年
- 小さい観察(Kleine Betrachtungen.) 1941年
- ゲーテへの感謝(Dank an Goethe.) 1941年
- 戦争と平和(Krieg und Frieden.) 1946年
- 初期の散文(Frühe Prosa.) 1948年
- テッシンの水彩画(Aquarelle aus dem Tessin.) 1949年
- ゲルバースアウ(Gerbersau.) 1949年
- 晩年の散文(Späte Prosa.) 1951年（幸福論などを含む随筆集）
- 書簡集(Briefe.) 1951年
- ヘッセとロマン・ロランの手紙(Hesse/R.Rolland, Briefe.) 1954年
- 過去を呼び返す(Beschwörungen.) 1955年
- 1900年以前の幼少年時代、1877-95年における手紙と手記にあらわれたヘッセ(Kindheit und Jungend vor 1900 - H.Hesse in Briefen und Lebenszeugnissen 1877-95.) 1967年
- ヘッセとトーマス・マンの書簡往復(Hesse-Thomas Mann, Briefwechsel.) 1968年
- ヘッセとペーター・ズールカンプ書簡往復(Hesse-Peter Suhrkamp, Briefwechsel.) 1969年
- ヘッセ、ケレーニイ、近くからの書簡往復(Hesse-K.Kerényi, Briefwechsel aus der Nähe.) 1972年
- ヘッセ書簡集(H.Hesse. Gesammelte Briefe. 1. Bd. 1895-1921.) 1973年
- 怠惰の術(H.H. Die Kunst des Müssiggangs.) 1973年

全集
- Herman Hesse. Gesammelte Schriften. 7 Bde. 1957年
- Herman Hesse. Gesammelte Werkäusgabe edition suhrkamp 1970. 1970年

### 日本語訳
- 全集
  - 石中象治訳 ヘルマン・ヘッセ全集　三笠書房、1939
  - 高橋健二訳『ヘッセ全集』全10巻、新潮社　新版1983
  - 日本ヘルマン・ヘッセ友の会・研究会編訳『ヘルマン・ヘッセ全集』（全16巻、臨川書店）、日本翻訳文化賞受賞
    - 第2期『ヘルマン・ヘッセ　エッセイ全集』（全8巻）、2006-2012
- 書簡集
  - 日本ヘルマン・ヘッセ研究会編訳『ヘッセからの手紙：混沌を生き抜くために』 毎日新聞社 1995
  - 日本ヘルマン・ヘッセ研究会編訳『ヘッセ魂の手紙 : 思春期の苦しみから老年の輝きヘ』 毎日新聞社 1998

- 郷愁（ペーター・カーメンチント） Peter Camenzind（1904年）
  - 伊東鍈太郎訳.青年書房,1939
  - 郷愁 ペーター・カメンチンド 芳賀檀訳　人文書院、1949　
  - 郷愁 ペーター・カーメンチント 原健忠訳 角川文庫、1952　
  - 郷愁 ペーター・カーメンチント　高橋健二訳　河出新書、1955　のち新潮文庫　
  - 青春彷徨 ペーター・カーメンチント 関泰祐訳 白水社、1956　のち岩波文庫　
  - 青春彷徨 ペーター・カーメンチント 山下肇訳 社会思想研究会出版部・現代教養文庫、1957　のち潮文庫　
  - 婚約（ほか世界改良家・神父マチアスを含む） 高橋健二訳 新潮文庫,1959
  - 郷愁　前田和美訳　ドイツの文学・三修社、1965　
  - 郷愁 相良守峯訳 偕成社, 1967　ジュニア版世界文学名作選
  - 郷愁　佐藤晃一訳　旺文社文庫、1968　
  - 郷愁　登張正実訳　世界文学ライブラリー・講談社、1971　
  - 郷愁 高本研一訳　世界文学全集・集英社、1973
  - ペーター・カーメンツィント　猪股和夫訳 光文社古典新訳文庫、2019
- クヌルプ（漂泊の魂） Knulp（1915年）
  - 植村敏夫訳 春陽堂、1933
  - 漂泊の人 クヌルプ　芳賀檀訳　人文書院、1950　
  - 漂泊の魂(クヌルプ) 相良守峯訳 岩波文庫、1952
  - 高橋健二訳　ヘルマン・ヘッセ全集　新潮社、1957　のち新潮文庫　
  - 望郷 クヌルプ 番匠谷英一訳 角川文庫 1957
  - 漂泊の魂 北垣篤訳 旺文社文庫、1968
- 青春は美わし  Schön ist die Jugend（1916年）
  - 青春は美し 関泰祐訳 岩波文庫、1939　
  - 青春は美し 高橋健二訳 人文書院,1950、「青春は美わし」新潮文庫　
  - 青春は美し 国松孝二訳 三笠書房,1952、のち角川文庫　
  - 青春は美わし 秋山英夫訳 世界文学全集・講談社,1974
- デミアン Demian: Die Geschichte von Emil Sinclairs Jugend（1919年）
- メルヒェン Märchen（1919年）
- シッダールタ Siddhartha（1922年）
- 荒野のおおかみ Der Steppenwolf（1927年）
- 知と愛（ナルチスとゴルトムント）  Narziss und Goldmund（1930年）
  - ナルチスとゴルトムント 友情の物語 芦田弘夫訳　建設社 1936
  - 知と愛の物語 佐藤晃一訳 ヘルマン・ヘッセ全集　三笠書房 1941　
  - 知と愛　高橋健二訳　人文書院、1951　のち新潮文庫　
  - 友情の歴史 ナルチスとゴルトムント  藤岡光一訳 三笠書房 1953
  - 知と愛 ナルチスとゴルトムント 秋山六郎兵衛訳 角川文庫 1958
  - ナルチスとゴルトムント 愛と死の遍歴 西義之訳 岩波文庫 1959
  - 知と愛 ナルチスとゴルトムント 永野藤夫訳 講談社文庫 1972　
  - 石丸静雄訳　旺文社文庫 1975
- 少年の日の思い出 Jugendgedenken（1931年、1911年発表のクジャクヤママユの改稿）
- ガラス玉演戯 Das Glasperlenspiel（1943年）
- 5月の手紙 (Neue Zürcher Zeitung 27.5.1962掲載)　會津紳訳[12]
- わがままこそ最高の美徳 ヘルマン・ヘッセ ／フォルカー・ミヒェルス 2009/10 草思社
- ヘッセの読書案内 -他二編 高橋昌久訳 2021 京緑社 (ISBN 978-4909727282)